# Kathuvalli, Sorab
Kathuvalli là một làng thuộc tehsil Sorab, huyện Shimoga, bang Karnataka, Ấn Độ.